# Visconde das Laranjeiras

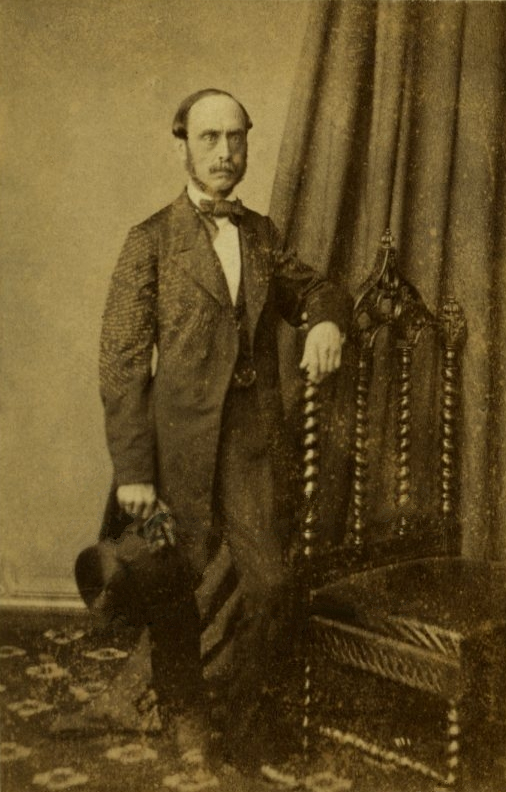
António Manuel de Medeiros Costa Canto e Albuquerque, 2.° Barão e 1.º Visconde das Laranjeiras

Visconde das Laranjeiras é um título nobiliárquico, com intuito de agraciar a determinados indivíduos amigos da corte, criado por D. Luís I de Portugal, por Decreto de 10 de Junho de 1870, em favor de António Manuel de Medeiros Costa Canto e Albuquerque, antes 2.º Barão das Laranjeiras.
Titulares
1. António Manuel de Medeiros Costa Canto e Albuquerque, 2.º Barão e 1.º Visconde das Laranjeiras;
2. Manuel de Medeiros Costa Araújo e Albuquerque, 2.º Visconde das Laranjeiras.

Após a Implantação da República Portuguesa e o fim do sistema nobiliárquico, usaram o título: 
1. António de Medeiros e Albuquerque, 3.º Visconde das Laranjeiras;
2. Luís de Albuquerque, 4.º Visconde das Laranjeiras.